# Nothura parvula
Nothura parvula je izumrla prapovijesna vrsta ptice iz reda tinamuovki. Pripada rodu Nothura, čije su joj vrste srodnici. Smatra se kako je živjela u kasnome pliocenu. Fosili su joj nađeni u pokrajini Buenos Aires u Argentini. Prije je bila jedini pripadnik danas nepostojećega roda Cayeornis.